# Ямана (посёлок)
Ямана — посёлок в Камызякском районе Астраханской области России. Входит в состав Верхнекалиновского сельсовета. Население 5 человек (2012).

## География
Посёлок расположен в пределах Прикаспийской низменности в дельты реки Волги, в южной части Астраханской области и находится на острове Ямана, образованным ериками Поперечный, Обуховский и рекой Сазанка. Уличная сеть состоит из двух географических объектов: ул. Зелёная, ул. Колхозная
Абсолютная высота 26 метров ниже уровня моря
.
Климат
умеренный, резко континентальный, характеризуется высокими температурами летом и низкими — зимой, малым количеством осадков, а также большими годовыми и летними суточными амплитудами температуры воздуха.

## Население
| 2002 | 2010 | 2012 |
| ---- | ---- | ---- |
| 0    | ↗14  | ↘5   |

Национальный и гендерный состав
По данным Всероссийской переписи в 2010 году, численность населения составляла 14 человек (10 мужчин и 4 женщины, 71,4 и 28,6 %% соответственно).
Согласно результатам переписи 2002 года, в национальной структуре населения русские составляли 100 % от общей численности населения в 2 жителя.

## Инфраструктура
Рыбодобыча.
Главные инфраструктурные объекты — в пос. Верхнекалиновский, где функционируют средняя школа, детский сад, фельдшерско-акушерский пункт, дом культуры, библиотека и отделение Почты России.

## Транспорт
Водный транспорт.